# Xã Prairieville, Quận Brown, Minnesota
Xã Prairieville (tiếng Anh: Prairieville Township) là một xã thuộc quận Brown, tiểu bang Minnesota, Hoa Kỳ. Năm 2010, dân số của xã này là 255 người.